# Katherine Grainger
Katherine Grainger (ur. 12 listopada 1975 w Glasgow) – brytyjska wioślarka, mistrzyni olimpijska i czterokrotna wicemistrzyni, sześciokrotna mistrzyni świata.

## Osiągnięcia
- Mistrzostwa Świata – Aiguebelette-le-Lac 1997 – ósemka – 3. miejsce[2].
- Mistrzostwa Świata – St. Catharines 1999 – czwórka podwójna – 7. miejsce[2].
- Igrzyska Olimpijskie – Sydney 2000 – czwórka podwójna – 2. miejsce[2].
- Mistrzostwa Świata – Lucerna 2001 – dwójka bez sternika – 5. miejsce[2].
- Mistrzostwa Świata – Lucerna 2001 – ósemka – 6. miejsce[2].
- Mistrzostwa Świata – Sewilla 2002 – czwórka podwójna – 5. miejsce[2].
- Mistrzostwa Świata – Mediolan 2003 – dwójka bez sternika – 1. miejsce[2].
- Igrzyska Olimpijskie – Ateny 2004 – dwójka bez sternika – 2. miejsce[2].
- Mistrzostwa Świata – Gifu 2005 – czwórka podwójna – 1. miejsce[2].
- Mistrzostwa Świata – Eton 2006 – czwórka podwójna – 1. miejsce[2].
- Mistrzostwa Świata – Monachium 2007 – czwórka podwójna – 1. miejsce[2].
- Igrzyska Olimpijskie – Pekin 2008 – czwórka podwójna – 2. miejsce[2].
- Mistrzostwa Świata – Poznań 2009 – jedynka – 2. miejsce[2].
- Mistrzostwa Świata – Hamilton 2010 – dwójka podwójna – 1. miejsce[2].
- Mistrzostwa Świata – Bled 2011 – dwójka podwójna – 1. miejsce[2].
- Igrzyska Olimpijskie – Londyn 2012 – dwójka podwójna – 1. miejsce[2].
- Igrzyska olimpijskie – Rio de Janeiro 2016 – dwójka podwójna – 2. miejsce.